# Championnats de France de cyclisme sur route 2017
 (juin 2017).
Si vous disposez d'ouvrages ou d'articles de référence ou si vous connaissez des sites web de qualité traitant du thème abordé ici, merci de compléter l'article en donnant les références utiles à sa vérifiabilité et en les liant à la section « Notes et références ».
Les championnats de France de cyclisme sur route 2017 se déroulent à Saint-Omer du 22 au 25 juin, pour les épreuves élites messieurs, dames et amateurs. Cinq catégories sont au programme : cadets (15–16 ans), juniors (17–18 ans), espoirs (moins de 23 ans), amateurs et professionnels.

## Programme
- Épreuves élites messieurs, dames et amateurs.

Les épreuves en contre-la-montre ont lieu l'après-midi du jeudi 22 juin, les dames précédant les hommes. Au cours de ces deux épreuves, sont attribués le champion et la championne de France de contre-la-montre, et, également, la championne de France espoir de C.L.M. et le champion de France amateur de contre-la-montre.
Les courses en ligne sont programmés le samedi 24 et dimanche 25 juin. Le samedi matin, les amateurs masculins se disputent le championnat de France amateur en ligne alors que l'après-midi est réservé aux élites et espoirs dames. Le dimanche, les élites professionnels masculins concourent pour le titre de champion de France élite en ligne.

## Podiums

### Hommes
| Épreuves                    | Or               | Argent         | Bronze          |
| --------------------------- | ---------------- | -------------- | --------------- |
| Course en ligne - élites    | Arnaud Démare    | Nacer Bouhanni | Jérémy Leveau   |
| Contre-la-montre - élites   | Pierre Latour    | Yoann Paillot  | Anthony Roux    |
| Course en ligne - amateurs  | Flavien Maurelet | Bruno Armirail | Alexis Guérin   |
| Contre-la-montre - amateurs | Yoann Paillot    | Bruno Armirail | Louis Pijourlet |

### Femmes
| Épreuves                   | Or                | Argent           | Bronze           |
| -------------------------- | ----------------- | ---------------- | ---------------- |
| Course en ligne - élites   | Charlotte Bravard | Amélie Rivat     | Marjolaine Bazin |
| Contre-la-montre - élites  | Audrey Cordon     | Séverine Eraud   | Aude Biannic     |
| Course en ligne - espoirs  | Fanny Zambon      | Victorie Guilman | Pauline Allin    |
| Contre-la-montre - espoirs | Séverine Eraud    | Juliette Labous  | Marion Borras    |